# Лопухов, Станислав Юрьевич
Станисла́в Ю́рьевич Лопухо́в (р. 27 ноября 1972, Калуга, СССР) — российский пловец, спортивный функционер. Заслуженный мастер спорта России. Серебряный призёр Олимпийских игр 1996 года в комбинированной эстафете 4×100 м, победитель Всемирной Универсиады, победитель этапов Кубка мира, призёр чемпионатов мира, рекордсмен Европы в эстафете по плаванию.
Директор Дворца спорта «Олимп» и Обнинской детско-юношеской спортивной школы в Обнинске (с 2012г.)

## Биография
Станислав Лопухов родился 27 ноября 1972 года в Калуге.
Воспитанник областной специализированной детско-юношеской спортивной школы олимпийского резерва «Юность» (ОСДЮСШОР «Юность»). Ежегодно в школе проходят соревнования по плаванию на приз Станислава Лопухова.
Серебряный призёр Олимпийских игр 1996 года в комбинированной эстафете 4×100 м, победитель Всемирной Универсиады, победитель этапов Кубка мира, призёр чемпионатов мира, рекордсмен Европы в эстафете по плаванию.
Член партии «Единая Россия».
В мае 2012 года был назначен директором Дворца спорта «Олимп» и Обнинской детско-юношеской спортивной школы в Обнинске.
Живёт в Калуге.

### Семья
- Мать — Галина Георгиевна Лопухова.
- Женат, три сына (1999 года рождения и два близнеца 2007 года рождения)[6].

## Награды и звания
- Медаль ордена «За заслуги перед Отечеством» II степени (6 января 1997 года) — за заслуги перед государством и высокие спортивные достижения на XXVI летних Олимпийских играх 1996 года[7]
- Заслуженный мастер спорта России

### Интервью
- Белоусов Вадим. Серебряный призёр Атланты-1996 стал директором «Олимпа» // ФЦП-Пресс. — 14 мая 2012 года. Архивировано из оригинала 4 июня 2013 года.
- Белич Рената. «За» и «пpoтив» медицинскиx спpaвок для пoceщения бacceйнa // Вы и мы. — 7 сентября 2012 года.
- Рахматуллина Татьяна. Две тысячи пловцов // Час пик. — 16 декабря 2012 года. — № 34 (609).

### Статьи
- Сегодня В СДЮШОР «Юность» начались традиционные соревнования по плаванию на приз заслуженного мастера спорта Станислава Лопухова // ТРК «Ника». — 22 мая 2009 года. Архивировано 5 марта 2016 года.
- Волкова Алёна. В Калуге прошел турнир по плаванью на призы Станислава Лопухова // Россия-1. — 21 мая 2012 года.
- Петрова Екатерина. «Олимп» уже не вмещает всех желающих // Обнинская газета. — 13 ноября 2012 года. — № 29 (33).
- Расторгуев Юрий. «Полтинник» и многое другое // Весть. — 6 декабря 2012 года. — № 444—447 (7754—7757).